# Carlos Mesa (Radsportler)
Carlos Adolfo Mesa Vaquero (* 21. August 1955) ist ein ehemaliger kolumbianischer Radrennfahrer.

## Sportliche Laufbahn
Mesa war Bahnradsportler und auch im Straßenradsport aktiv. Er war Teilnehmer der Olympischen Sommerspiele 1976 in Montreal. In der Mannschaftsverfolgung schied Kolumbien mit José Jaime Galeano, Jorge Hernández, Carlos Mesa und Jhon Quiceno in der Qualifikationsrunde aus.
1977 gewann er eine Etappe im Clásico RCN. In der Vuelta a Costa Rica 1979 wurde er Dritter und holte einen Etappensieg. 1980 war er auf einem Tagesabschnitt der Vuelta a Colombia erfolgreich. 1982 wurde er Dritter im Gran Caracol de Pista, dem bedeutendsten internationalen Bahnradsportwettbewerb in Südamerika.